# باریلوچه
باریلوچه (به اسپانیایی: Bariloche) شهری در کشور آرژانتین، ایالت ریو نگرو است که در سال ۲۰۰۹ میلادی، حدود ۱۳۰٬۰۰۰ نفر جمعیت داشته است.

## نگارخانه

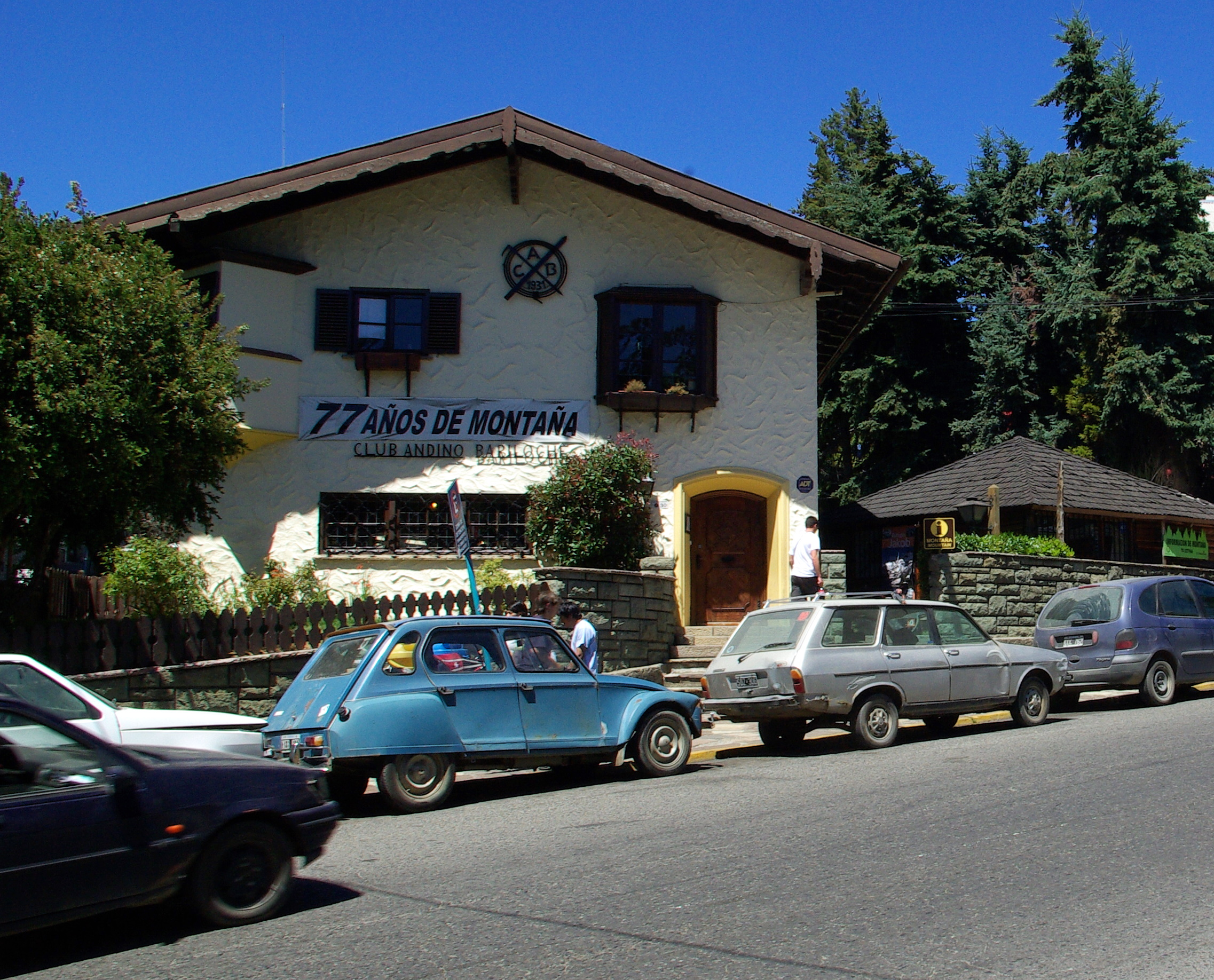
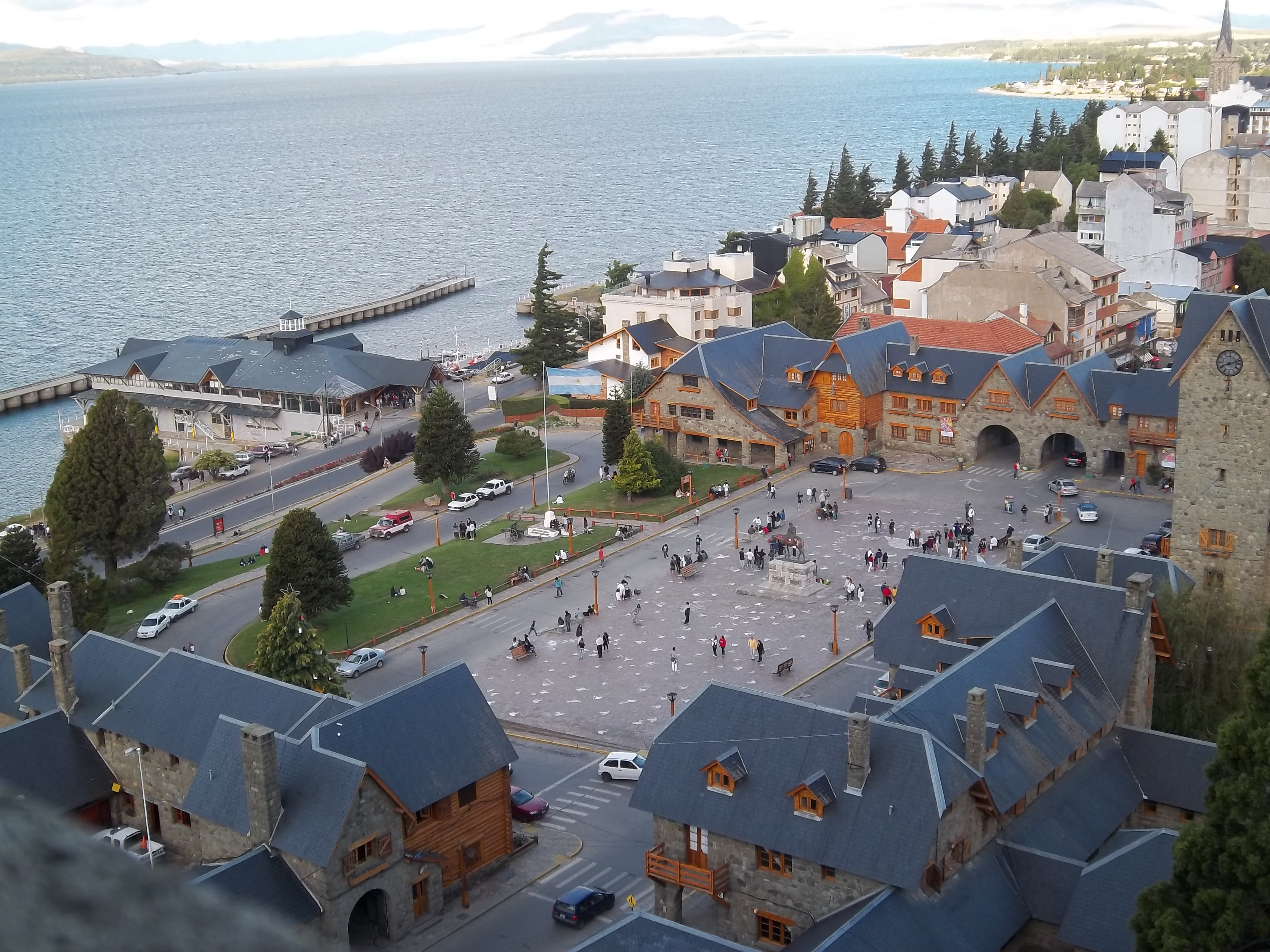
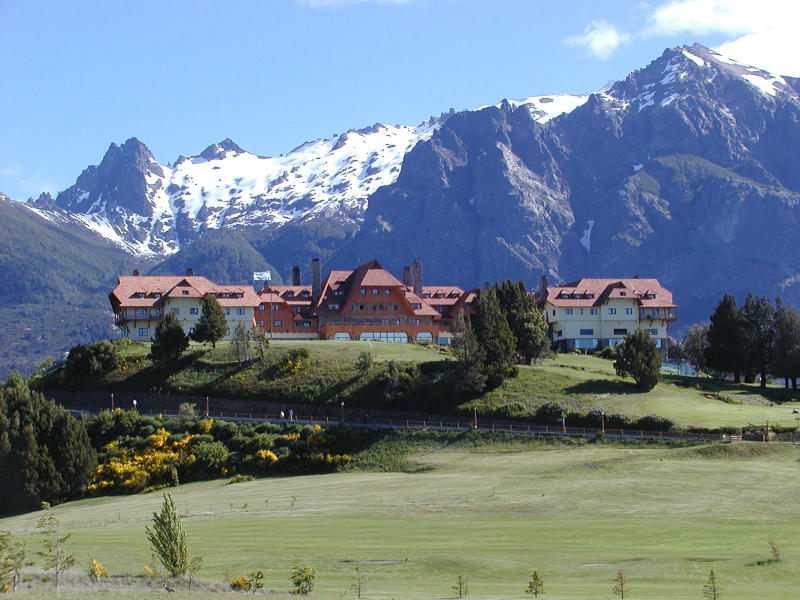
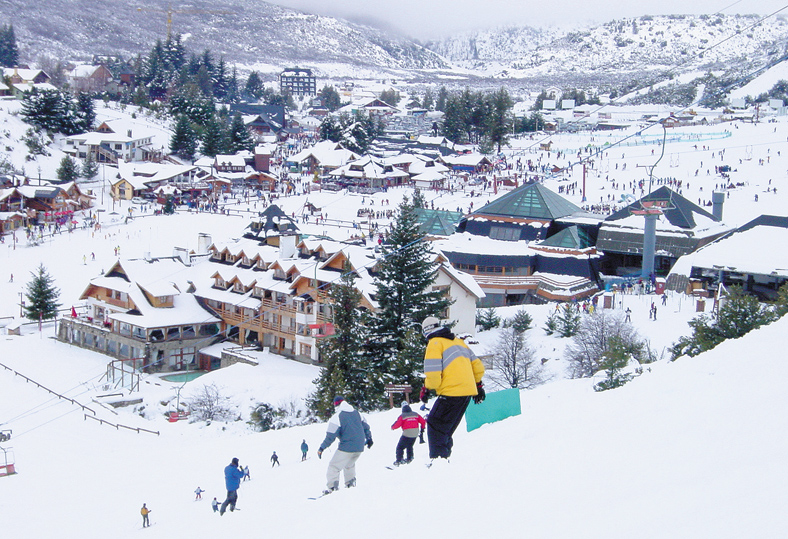
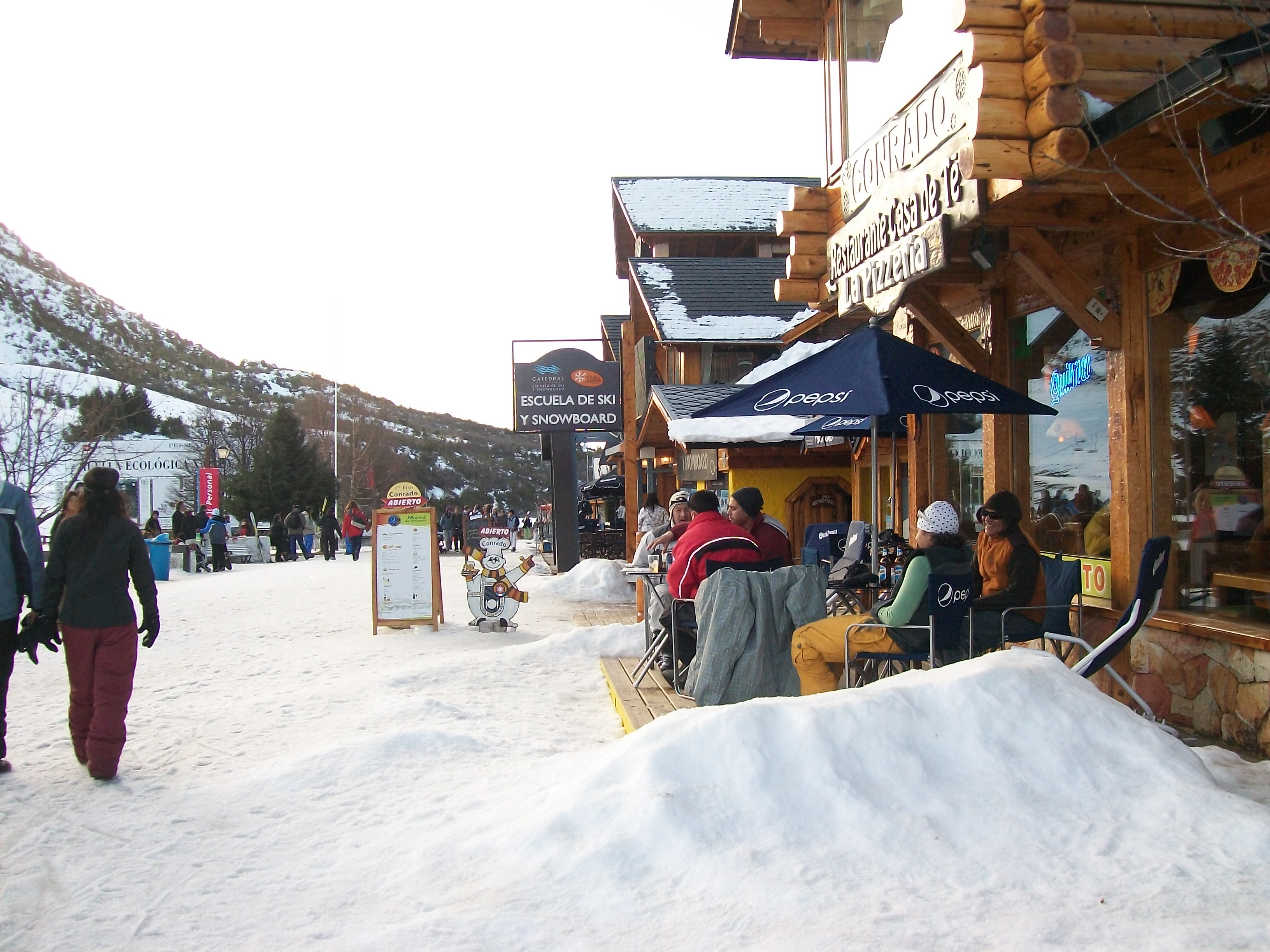
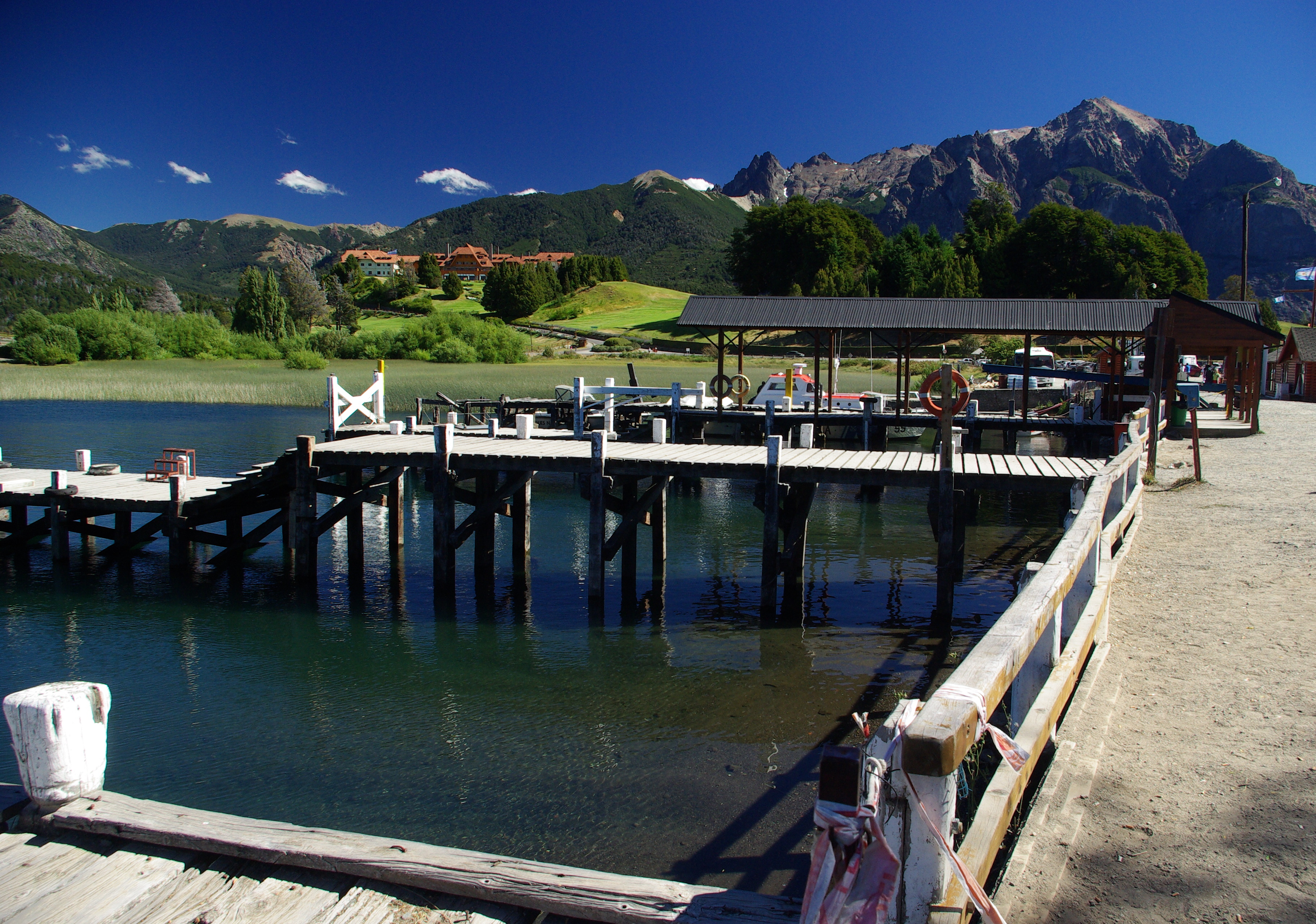
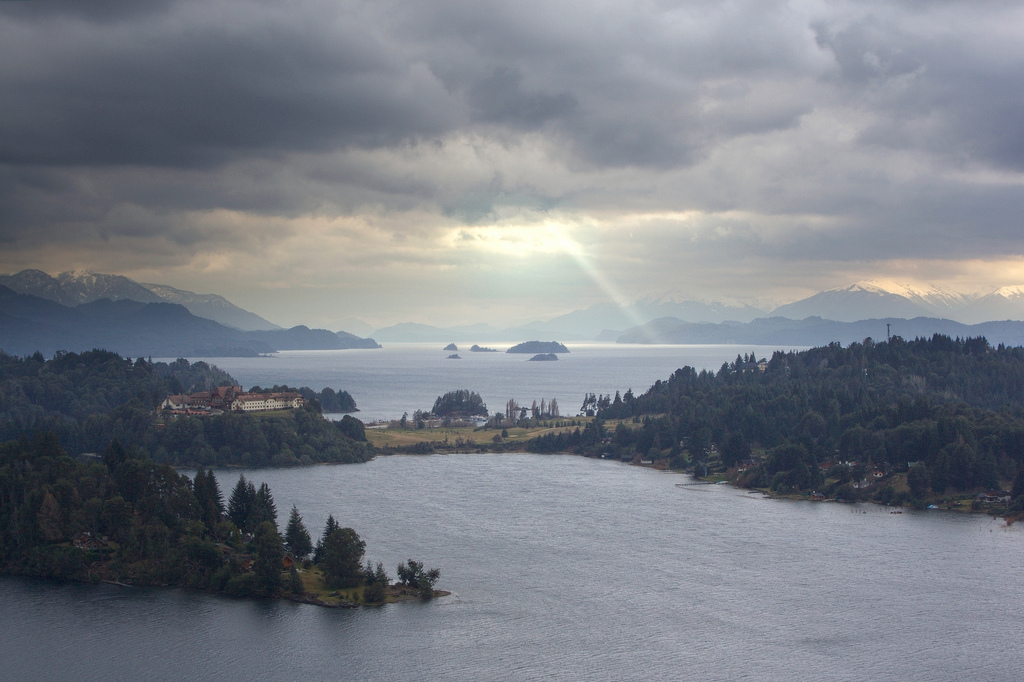